# 立山山麓スキー場
立山山麓スキー場（たてやまさんろくスキーじょう）は、富山県富山市の原地区から粟巣野地区に跨るスキー場の総称である。極楽坂、らいちょうバレーの2つのエリアで構成される。

## 概要
富山地方鉄道立山線本宮駅や立山駅から近いところに位置する、北陸地方を代表するスキー場の1つ。極楽坂エリアとらいちょうバレーエリアは隣接し、ゲレンデ上部で往来が可能。「立山山麓共通券」という券で、隣の粟巣野スキー場を含めた3つのスキー場を利用できる。

### 運営と呼称の変更
元々、2つのスキー場は別々の運営母体を持っており、粟巣野スキー場と共に同一地域に所在するスキー場の総称として「立山山麓スキー場」と呼ばれていた。しかし、2006年のシーズンから、らいちょうバレースキー場が富山県営から富山市営に移管されたことに伴い、富山市主体の第三セクターで隣の極楽坂スキー場の運営母体である大山観光開発がらいちょうバレースキー場の運営も行うこととなった。隣接し上部で接続するこの2つのスキー場の運営を一本化し、スキー場の名称を「立山山麓スキー場」とすることになった。また、構成する2つのスキー場をそれぞれ「極楽坂エリア」、「らいちょうバレーエリア」と呼称することになった。
そのため、「立山山麓スキー場」という名称には、「極楽坂エリアとらいちょうバレーエリアから成るスキー場の名前」と「立山山麓スキー場（極楽坂エリア＋らいちょうバレーエリア）と粟巣野スキー場の総称」の2つの意味がある。

## らいちょうバレー
らいちょうバレーエリアは、富山県富山市本宮花切割にある立山山麓スキー場の東側に位置するゲレンデである。2005年のシーズンまではらいちょうバレースキー場であった。
元々富山県企業局により1975年末から約8億円を投じて建設され、1977年1月14日に竣工、同年1月15日に開業した富山県を代表する約60haスキー場で、県内初のゴンドラリフト（4人乗り、総延長1,831、輸送能力は毎時900人）を有し、以前は「県営極楽坂スキー場」→「県営ゴンドラスキー場」という名称だった。「らいちょうバレースキー場」という愛称が付けられたのは1992年度から。

### コース
- ユートピアゲレンデ   (初級）
- パラダイスゲレンデ   (中上級）
- パノラマコース  (上級)

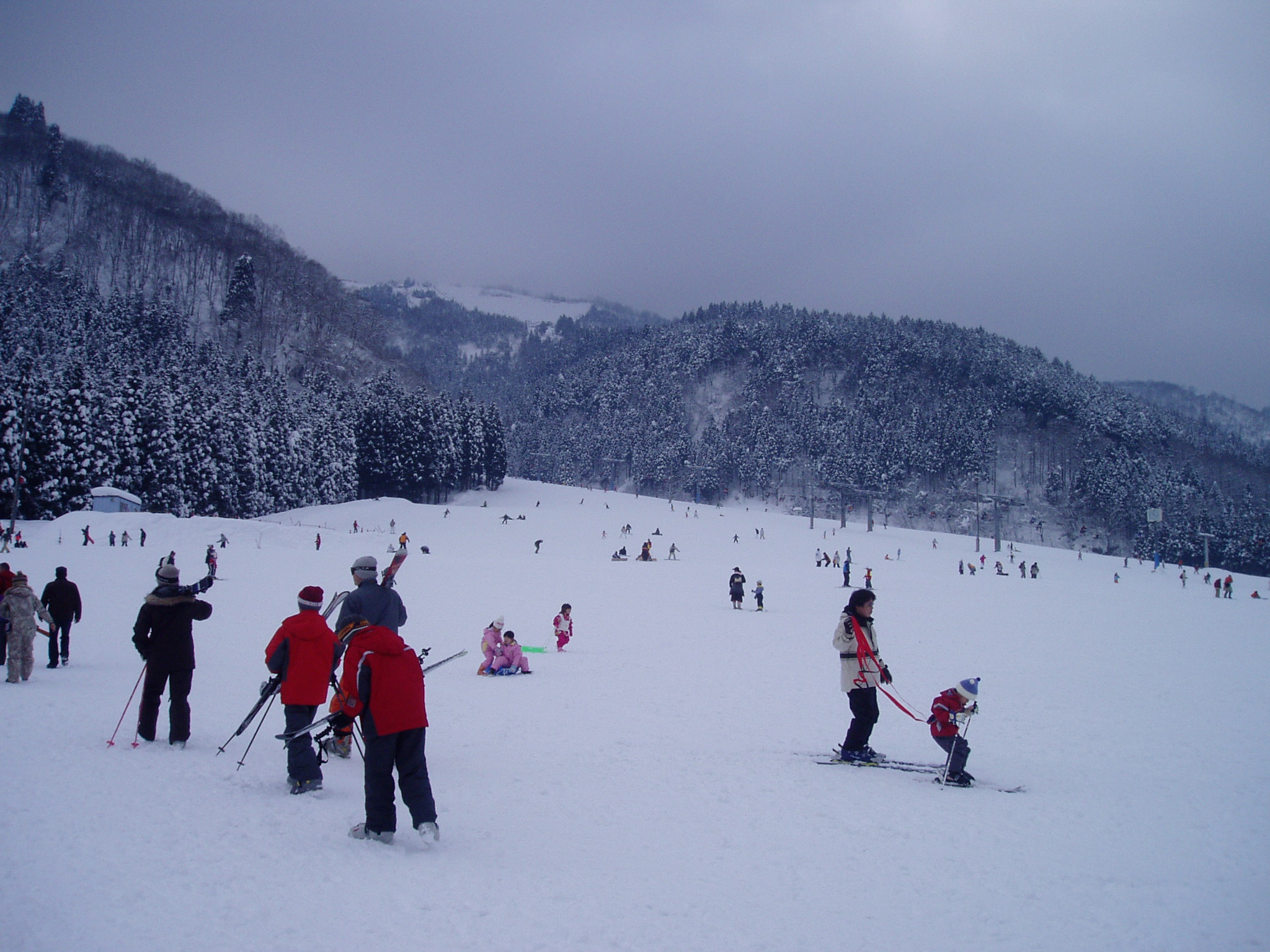
ユートピアゲレンデ。奥に見えるのがパラダイスゲレンデ。

ファミリー向けのコースが充実している。パラダイスゲレンデ上部と中間部で極楽坂エリアと接続。パラダイスゲレンデで2007年3月15日に全日本スキー選手権大会フリースタイル競技が行われた。

### リフト
| リフト名         | 距離 | 標高差 | 毎時輸送力 |
| ---------------- | ---- | ------ | ---------- |
| 第2ペアパラレルA | 870m | -      | 1,200人    |
| 第2ペアパラレルB | 724m | -      | 1,200人    |
| 第3ペア ※        | 691m | -      | 1,200人    |
| 第5ペア          | 623m | -      | 1,200人    |

※第3ペアは2006年度のシーズン営業終了まで、シングルリフトであった。
近年までユートピアゲレンデ西側に第1パラレルA・B（いずれもシングル）が運転されていたが、県から市への経営移行に伴う地権者とのトラブルのため運転出来なくなり、2008年2月現在ケーブルが外され、当面運転を休止している。また、パラダイスゲレンデ西側に第4ペアが運転されていたが、2010年1月現在すべての施設が撤去され運転を終了した。
2016年9月末よりユートピアゲレンデの地権者との再契約交渉が行われたが、同年11月末までに一部地権者との合意が得られなかったことから、リフト運行を中止し、2017年1月19日には運休中の第2ペアパラレル（A・B線共に）を撤去する方針を発表した。これにより2016‐2017シーズンは第2ペアパラレル（A・B線）、これに接続する第3ペアリフトが運休する事態となった。
その後2017年3月には地権者が交渉の再開を望み、契約を更新し、富山市は撤去を中止した。
かつて、現在の第5ペアが設置されている場所には、全国的に珍しかったケーブルが途中で向きを変える屈曲リフトがゴンドラ山頂駅付近まで運転されていた。現在はすべて撤去済み。

#### ゴンドラリフト老朽化問題
地権者契約問題が一段落した2017年の冬季営業終了後の点検で、1977年1月設置のゴンドラリフトの支柱1本に不具合が見つかり、詳しい調査とその後の改修には約2年ほど要する見込みであると発表した。その後の調査では16本の支柱が腐食し、8本に変形が見られ、強度が低下していたほか、頂上駅を支える鉄骨も強度不足が見られ、同年12月7日の富山市議会12月定例会本会議にて、改修は難しく撤去は避けられないと富山市長が答弁した。その後、2019年2月に富山市は、2020年秋までにゴンドラリフトとゴンドラ山頂駅を撤去すると発表した。搬器は志賀高原東館山ゴンドラリフトの搬器更新に用いられた。

### 施設

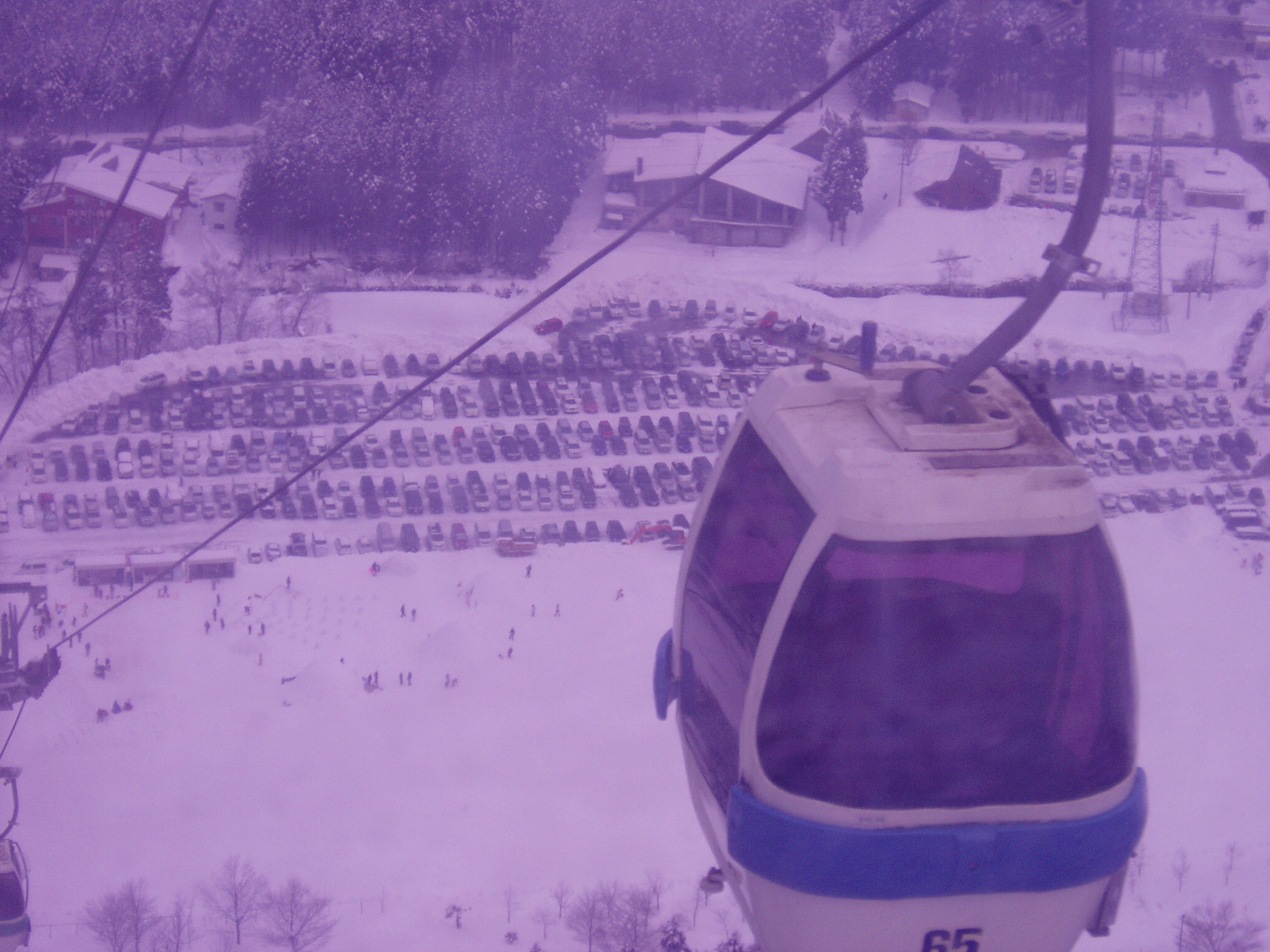
ゴンゴラ内から撮影した第1駐車場。

- ナイター設備あり（ユートピアゲレンデのみ）
- レンタルショップ
- スクール（スキー、スノーボード）
- 駐車場（3ヵ所、1,400台、無料）

## 極楽坂
極楽坂エリアは、富山県富山市原にある立山山麓スキー場の西側に位置するゲレンデである。1964年12月28日に大山観光開発株式会社設立によりオープン。2005年のシーズンまでは極楽坂スキー場であった。
牛岳温泉スキー場と並んで、富山市街から最も近いゲレンデ。らいちょうバレーエリアと同じほどの利用者がある。

### コース
- ファミリーゲレンデ（初級）
- チャレンジコース（中級）
- ロマンスコース（中級）
- ジャイアントコース（上級）
- モーグルコース（上級）
- エキスパートコース（上級）

らいちょうバレーエリアに比べ、上級者・競技者向けのコースが充実しているのが特徴。ジャイアントコース上部と中間部でらいちょうバレーエリアと接続。
2000年に行われた第55回国民体育大会スキー競技会には、チャンピオン・チャレンジコースでアルペンスキー競技のジャイアントスラローム（大回転）が行われた。また、チャレンジコース横の70m級（ノーマルヒル）ジャンプ台では純ジャンプ競技が行われた。

### リフト
| リフト名       | 距離   | 標高差 | 毎時輸送力 |
| -------------- | ------ | ------ | ---------- |
| ビスタクワッド | 1,468m | -      | 2,400人    |
| 第1クワッド ※  | 510m   | -      | 2,056人    |
| 第3ペア        | 527m   | -      | 1,200人    |
| 第8ペア        | 697m   | -      | 1,200人    |
| 第9ペア        | 716m   | -      | 1,200人    |

※2007年度より運転開始。
第8、第9ペアは2024-25シーズン現在、使用されていない。また当該リフトは2000年富山国体に合わせてシングルリフトをペアリフトに更新したものである。第8ペアはジャンプ台に隣接していたため、ジャンプ台上部滑走開始へのアクセスのために中間駅が設けられていた。
1990年代後半にリフトの見直しが進み、一部のゲレンデで残っていたシングルリフトなど利用者の少ないリフトを廃止した。また、上部西端のアルペンコース（旧 金山ゲレンデ）並びに第11シングルリフトは廃止となった。
金山ゲレンデは2000年の前回国体（1958年）に合わせて整備され、国体男子コースと呼ばれた。あわせてエキスパートコースは国体女子コースと呼ばれていた。

### 施設
- ナイター設備あり（ファミリーゲレンデ）2009-2010年シーズン以降は極楽坂エリアではナイター営業は行なわれていない。
- レンタルショップ
- スクール（スキー、スノーボード）
- 駐車場（2ヵ所、1,200台、無料）
- 農山村交流センター（1999年11月15日完成[19]）

## 利用状況
年間利用客数
- 極楽坂エリア - 約11万人
- らいちょうバレーエリア - 約12万人

利用者の大半は富山県内からの客である。粟巣野スキー場と合わせると富山県内のスキー場の利用客数の約30 - 40%にあたる。

## オフシーズンの利用
第5ペアリフト降り場付近には展望台があり（旧ゴンドラ降り場から徒歩約10分）、晴れた日には富山湾・能登半島や雄大な立山連峰を一望できる。さらに展望台広場横には、幸せの鐘「ハッピーツイン・ベル」が設置されている。
近年は、トレッキングコースが整備されゲレンデや周辺でトレッキングが楽しめるようになり、らいちょうバレー・極楽坂エリアの山麓付近ではイベントが実施されることが多い。
その他、キャンプ・パークゴルフ・フィールドアスレチック（立山山麓家族旅行村）などがある。立山パラグライダースクールではパラグライダーの体験も実施されている。
2011年よりらいちょうバレーエリアの旧ゴンドラ頂上駅付近で、「ジップラインアドベンチャー立山」という木々の間にワイヤーを張り滑車を用い滑空するジップラインを開始した。コースは全長48mから158mの6コースがある。